# Facheiroa
Facheiroa Britton & Rose – rodzaj sukulentów z rodziny kaktusowatych (Cactaceae). Gatunki z tego rodzaju występują w Brazylii.

## Systematyka
Synonimy
Zehntnerella Britton & Rose
Pozycja systematyczna według APweb (aktualizowany system APG III z 2009)
Należy do rodziny kaktusowatych (Cactaceae) Juss., która jest jednym z kladów w obrębie rzędu goździkowców (Caryophyllales) i klasy roślin okrytonasiennych.
Pozycja w systemie Reveala (1993-1999)
Gromada okrytonasienne (Magnoliophyta Cronquist), podgromada Magnoliophytina Frohne & U. Jensen ex Reveal, klasa Rosopsida Batsch, podklasa goździkowe (Caryophyllidae Takht.), nadrząd Caryophyllanae Takht., rząd goździkowce (Caryophyllales Perleb), podrząd Cactineae Bessey in C.K. Adams, rodzina kaktusowate (Cactaceae Juss.), rodzaj Facheiroa Britton & Rose.
Gatunki (wybór)
- Facheiroa braunii Esteves
- Facheiroa cephaliomelana Buining & Brederoo
- Facheiroa squamosa (Gürke) P.J.Braun & Esteves
- Facheiroa ulei K.Schum.) Werderm.

## Zagrożenia
Gatunek Facheiroa cephaliomelana uznany został za zagrożony wyginięciem i umieszczony w Czerwonej księdze gatunków zagrożonych (kategoria zagrożenia VU). O drugim gatunku wpisanym do księgi Facheiroa ulei brakuje danych.